# Perizoma affinis
Perizoma affinis är en fjärilsart som beskrevs av Moore 1888. Perizoma affinis ingår i släktet Perizoma och familjen mätare. Inga underarter finns listade i Catalogue of Life.